# Pardosa heterophthalma
Pardosa heterophthalma este o specie de păianjeni din genul Pardosa, familia Lycosidae. A fost descrisă pentru prima dată de Simon, 1898. Conform Catalogue of Life specia Pardosa heterophthalma nu are subspecii cunoscute.